# 哈特利 (加利福尼亞州)
哈特利（英語：Hartley）是位於美國加利福尼亞州索拉諾縣的一個人口普查指定地區。

## 地理
哈特利的座標為38°25′13″N 121°57′03″W / 38.42028°N 121.95083°W，而該地最高點為海拔高度40米（即131英尺）。哈特利属于地中海气候。

## 人口
根據2010年美國人口普查的數據，哈特利的面積為16.848平方千米，當中陸地面積為16.776平方千米，而水域面積為0.075平方千米。當地共有人口2510人，而人口密度為每平方千米148人。